# British International Pictures
Associated British Picture Corporation (ABPC), ursprünglich British International Pictures (BIP), war eine 1927 gegründete britische Filmproduktionsgesellschaft, aktiv bis 1970. Sie wurde gegründet von John Maxwell, nachdem er die British National Studios und deren Gelände, die Elstree-Studios erworben hatte. BIP produzierte 1929 den ersten britischen Tonfilm, Alfred Hitchcocks Erpressung (Original: Blackmail). Hitchcock war zwischen 1927 und 1933 für BIP tätig und drehte in diesem Zeitraum zehn Spielfilme für die Produktionsgesellschaft, darunter auch Hitchcocks letzten Stummfilm Der Mann von der Insel Man (The Manxman).
Nach dem Zweiten Weltkrieg ging BIP eine Vertriebspartnerschaft mit Warner Brothers für den amerikanischen Markt ein. In diesem Zusammenhang wurde der Name in Associated British Picture Corporation geändert. 1969 wurde ABPC von EMI übernommen und unter dem Namen EMI Films bis 1990 weitergeführt.